# ایستگاه چالفونت و لتیمر
ایستگاه چالفونت و لتیمر (انگلیسی: Chalfont & Latimer station) یکی از ایستگاه‌های خط متروپولیتن متروی لندن و خط لندن تا آیلزبری راه‌آهن انگلستان است.
این ایستگاه که در لیتل چالفونت قرار دارد در سال ۱۸۸۹ میلادی تأسیس شده است.

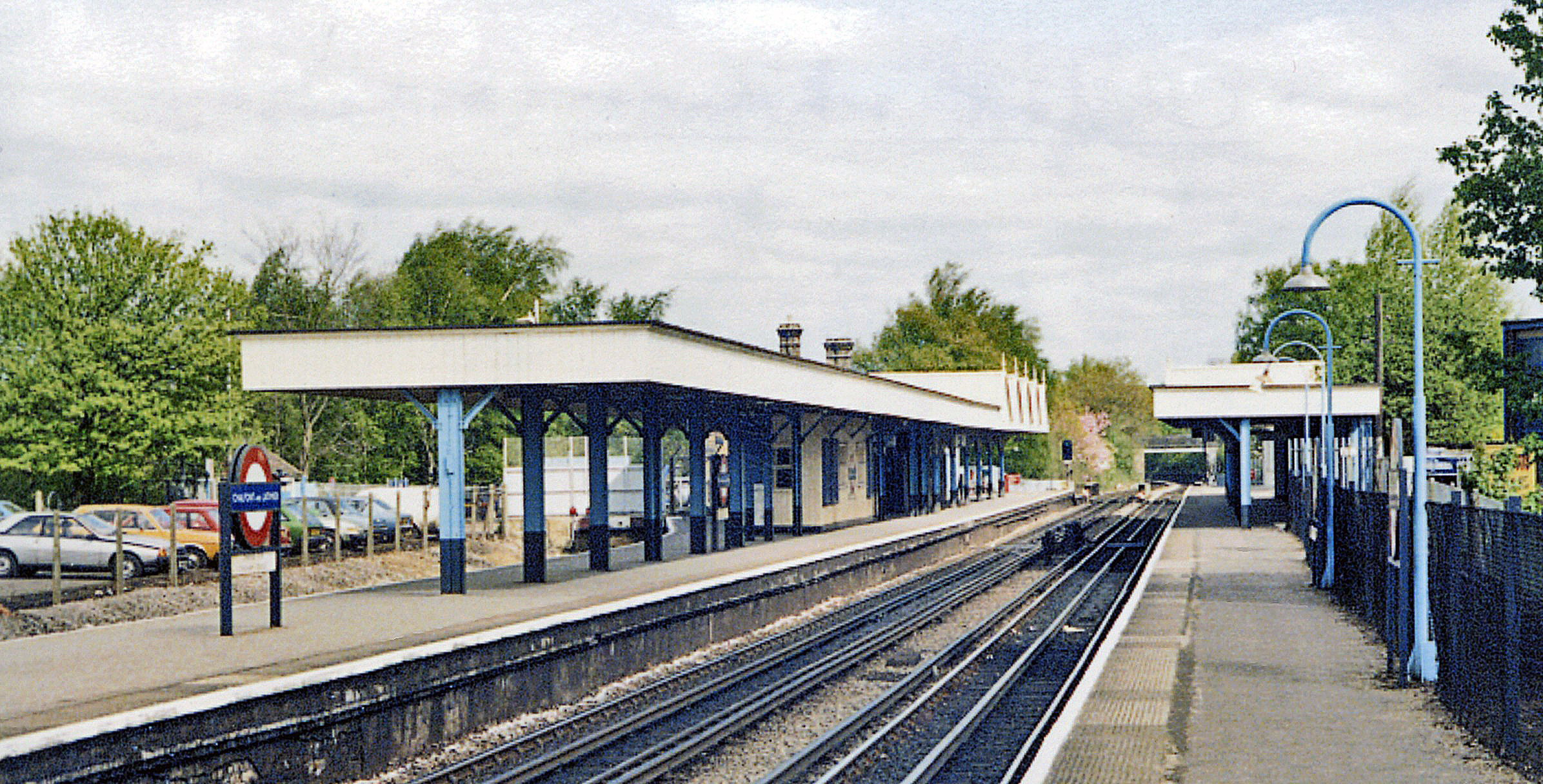
نمایی از ایستگاه